# Alfred Simonis
Burggraaf Alfred Felix Armand Simonis (Verviers, 14 januari 1842 - aldaar, 6 april 1931) was een Belgisch politicus voor de Katholieke Partij.

## Biografie

### Familie
Alfred Simonis behoorde tot de familie Simonis en was een zoon van André Simonis (1805-1870) en Marie-Élisabeth de Grand'Ry (1807-1880). Zijn vader was industrieel, schepen van Verviers en voorzitter van de Kamer van Koophandel. Hij trouwde in 1865 in Verviers met Berthe de Grand'Ry (1844-1911), dochter van Jules de Grand'Ry, burgemeester van Eupen, en kleindochter van Augustin Dumon. Ze kregen een zoon en drie dochters.
- Marie-Euphrosine Simonis (1866-1945), trouwde in 1890 in Verviers met Émile de Lalieux de La Rocq (1862-1918), burgemeester van Nijvel en volksvertegenwoordiger. Ze kregen twee zoons en een dochter, maar zonder nakomelingen.
- André Simonis (1867-1951), provincieraadslid van Luik en senator, trouwde in 1903 in Wierde met zijn nicht Marie-Thérèse de Moreau (1867-1943), dochter van Alphonse de Moreau, advocaat, burgemeester van Wierde, provincieraadslid van Namen, volksvertegenwoordiger, minister, directeur van de Nationale Bank van België. Ze kregen een zoon en een dochter, met afstammelingen tot heden.
- Isabelle Simonis (1871-1941)
- Léonie Simonis (1874-1943)

Hij was een schoonbroer van Jules Poswick, schepen van Verviers en volksvertegenwoordiger, en een neef van burggraaf Emmanuel de Biolley, provincieraadslid van Luik, gemeenteraadslid van Verviers en senator.
In 1908 werd hij in de erfelijke Belgische adel opgenomen met de bij eerstgeboorte overdraagbare titel van burggraaf.

### Carrière
Simonis promoveerde tot ingenieur (1863) aan de Universiteit van Luik en werd mede-eigenaar en bestuurder van de vennootschap Iwan Simonis, producent van wollen laken en stoffen.
Van 1868 tot 1870 was hij provincieraadslid van Luik. In 1870 werd hij verkozen tot katholiek volksvertegenwoordiger voor het arrondissement Verviers. In 1874 raakte hij initieel niet herkozen en won de liberale tegenkandidaat Victor David, maar deze overleed vlak erna waarop Simonis alsnog herkozen raakte. Hij vervulde het mandaat tot 1878, toen Simonis niet herkozen raakte. In 1884 werd hij senator en oefende dit mandaat uit tot in 1919. Van 1908 tot 1911 was hij voorzitter van de Senaat.
Op industrieel vlak was hij:
- lid van de algemene raad van de Algemene Spaar- en Lijfrentekas,
- voorzitter van La Lainière,
- bestuurder van Verviétoise pour la construction de machines,
- bestuurder van de Compagnie du Congo pour le commerce et l'industrie,
- bestuurder van de Fabrique nationale d'armes de guerre,
- voorzitter van de Compagnie austro-belge du pétrole,
- bestuurder van de Compagnie belge pour le commerce et l'industrie,
- voorzitter van Tramways verviétois,
- bestuurder van de Société des mines et fonderies de plomb et de zinc de Stolberg et de Westphalie,
- voorzitter van de Société d'électricité de l'Est de la Belgique,
- medestichter van de Banque populaire de Verviers,
- bestuurder van de Banque d'outremer.